# Liza (vis)
Liza is een geslacht van straalvinnige vissen uit de familie van harders (Mugilidae). Het geslacht is voor het eerst wetenschappelijk beschreven in 1884 door Jordan & Swain.

## Soorten
- Liza abu (Heckel, 1843)
- Liza affinis (Günther, 1861)
- Liza alata (Steindachner, 1892)
- Liza argentea (Quoy & Gaimard, 1825)
- Liza aurata Risso, 1810 (Goudharder)
- Liza carinata (Valenciennes, 1836
- Liza dumerili (Steindachner, 1870)
- Liza falcipinnis (Valenciennes, 1836)
- Liza grandisquamis (Valenciennes, 1836)
- Liza klunzingeri (Day, 1888)
- Liza luciae (Penrith & Penrith, 1967)
- Liza mandapamensis Thomson, 1997
- Liza parsia (Hamilton, 1822)
- Liza persicus (Senou, Randall & Okiyama, 1995)
- Liza ramada Risso, 1810 (Dunlipharder)
- Liza ramsayi (Macleay, 1883)
- Liza richardsonii (Smith, 1846)
- Liza saliens (Risso, 1810)
- Liza tricuspidens (Smith, 1935)
- Liza vaigiensis (Quoy & Gaimard, 1825)